# Prostor s mírou
Prostor s mírou je neprázdná množina, ve které chceme měřit délky, obsahy, objemy, případně kvantity, s mírou, jakožto funkcí, která jejím podmnožinám přiřazuje jejich „velikost“. Prostory s mírou jsou základním předmětem zájmu teorie míry, což je odvětví matematiky, které se zabývá zobecněním pojmu objemu.
Na teorii míry je vystavěna moderní teorie integrálu a využívá ji i jeden ze dvou hlavních přístupů k teorii pravděpodobnosti vycházející z pojmu pravděpodobnostní prostor, což je prostor s mírou, která výsledkům náhodného pokusu přiřazuje jejich pravděpodobnosti.
Požadavek na měřitelnost všech podmnožin libovolné množiny {\displaystyle X} může vést k Banachově-Tarského paradoxu, proto se používá složitější definice, v níž není vyžadováno, aby všechny podmnožiny {\displaystyle X} byly měřitelné. Podle této definice je prostor s mírou tvořen třemi složkami:
- množinou {\displaystyle X}, jejíž části chceme měřit,
- souborem všech měřitelných podmnožin množiny {\displaystyle X},
- funkcí přiřazující každé měřitelné množině její „velikost“ – nějakou nezápornou hodnotu, která může být i nekonečná.

## Definice
Prostor s mírou je uspořádaná trojice {\displaystyle (X,{\mathcal {A}},\mu )}, kde
- {\displaystyle X} je neprázdná množina,
- {\displaystyle {\mathcal {A}}} je {\displaystyle \sigma }-algebra na množině {\displaystyle X},
- {\displaystyle \mu } je míra na {\displaystyle (X,{\mathcal {A}})}.

Jednoduše lze říci, že prostor s mírou je měřitelný prostor s mírou na {\displaystyle (X,{\mathcal {A}})}.

## Příklad
Uvažujme množinu {\displaystyle X=\{0,1\}}. Na konečných množinách bývá {\textstyle \sigma }-algebra obvykle celá potenční množina značená {\textstyle {\mathcal {P}}(\cdot )}. Nechť
{\displaystyle {\mathcal {A}}={\mathcal {P}}(X)},
pak lze potenční množinu vypsat výčtem prvků:
{\displaystyle {\mathcal {P}}(X)=\{\emptyset ,\{0\},\{1\},\{0,1\}\}}
a míru {\textstyle \mu } definujeme jako:
{\displaystyle \mu (\{0\})=\mu (\{1\})={\frac {1}{2}}},
takže {\textstyle \mu (X)=1} (díky aditivitě míry) a {\textstyle \mu (\emptyset )=0} (z definice míry).
Tím dostaneme prostor s mírou {\textstyle (X,{\mathcal {P}}(X),\mu )}. Tento prostor je pravděpodobnostním prostorem, protože {\textstyle \mu (X)=1}. Míra {\textstyle \mu } odpovídá alternativnímu (Bernoulliho) rozdělení s {\textstyle p={\frac {1}{2}},} které se používá například jako model házení poctivou mincí.

## Prostory s mírou
- Konečně měřitelné prostory jsou prostory vybavené konečnou mírou.
- Pravděpodobnostní prostory jsou konečně měřitelné prostory vybavené pravděpodobnostní mírou, tj. mírou, která množině {\displaystyle X} přiřazuje míru {\displaystyle 1}.
- {\displaystyle \sigma }-konečně měřitelné prostory jsou prostory, jejichž míra je {\displaystyle \sigma }-konečná.[4]
- Úplně měřitelné prostory jsou prostory vybavené úplnou mírou.[5]